# Opel Mokka
O Opel Mokka é um veículo utilitário esportivo subcompacto da fabricante alemã Opel, que foi apresentado no Salão Internacional do Automóvel de Genebra em 2012 e foi colocado à venda no final do mesmo ano. Foi projetado pela Opel em Rüsselsheim, na Alemanha, e é produzido em Bupyeong, Coreia do Sul. Também é comercializado como Vauxhall Mokka no Reino Unido, e como Buick Encore na América do Norte e na China.

## Galeria
- Primeira geração (2016-2019)
- Segunda geração (2020-presente)